# Hohnstädt

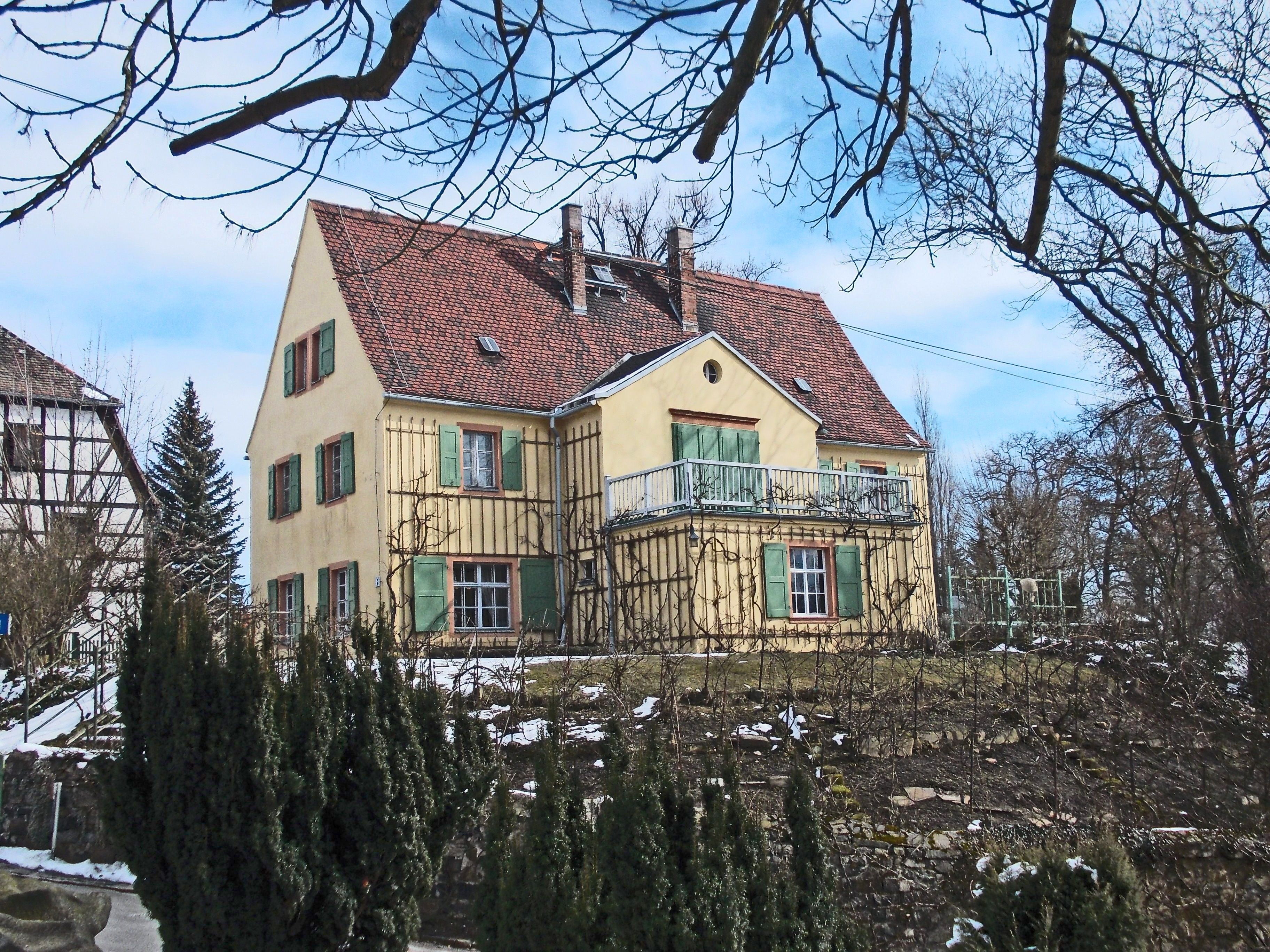
Göschenhaus Hohnstädt

Hohnstädt ist ein Stadtteil der sächsischen Stadt Grimma im Landkreis Leipzig. Politisch gehört der Ort seit 1952 zu Grimma. Vorher war er eine eigenständige Gemeinde mit den Ortsteilen: Burgberg, Hohnstädt und Böhlen. Die Gewerbegebiete um Hohnstädt werden teilweise auch als „Grimma Nord“ bezeichnet, diese Bezeichnung ist jedoch nicht weit verbreitet.

## Geographische Lage
Hohnstädt liegt nördlich der Innenstadt von Grimma, östlich befindet sich die Mulde. Nördlich grenzt Hohnstädt an die Bundesautobahn 14 und an die Gemeinde Trebsen. Im Westen begrenzt die Ortsumgehung Grimma den Ort.

## Geschichte

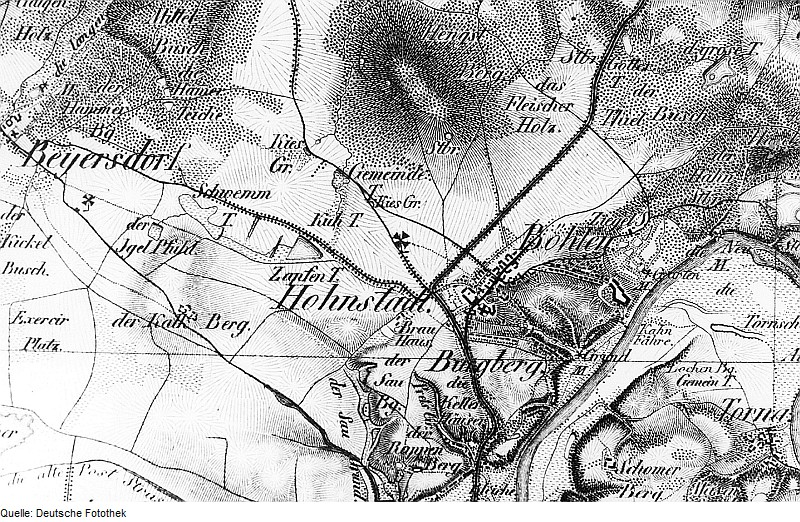
Hohnstädt auf einer Karte von Hermann Oberreit (1836–39)

Hohnstädt wurde das erste Mal 1269 als „Hoenstat“ benannt. Weitere Namensänderungen waren:

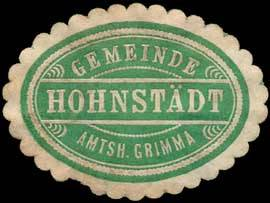
Siegelmarke Gemeinde Hohnstädt

- 1301: Honstete
- 1372: Honstad
- 1514: Hohnstadt
- 1678: Hohenstädt
- 1875: Hohnstädt (Hohenstädt)

### Entwicklung der Einwohnerzahl
| Jahr    | Einwohnerzahl                                                     |
| ------- | ----------------------------------------------------------------- |
| 1548/51 | 14 besessene Mann, 15 Gärtner, 20 Inwohner, 12½ Hufen             |
| 1764    | 4 besessene Mann, 15 Gärtner, 18 Häusler, 5 4/5 Hufen je 20 Acker |
| 1834    | 337                                                               |
| 1871    | 335                                                               |
| 1890    | 545                                                               |

| Jahr | Einwohnerzahl |
| ---- | ------------- |
| 1910 | 794           |
| 1925 | 827           |
| 1939 | 2151          |
| 1946 | 2376          |

### Rittergut
In Hohnstädt existierte ein Rittergut, von dem zum heutigen Zeitpunkt nur noch das Herrenhaus und einige Wirtschaftsgebäude erhalten sind. Bekannte Besitzer des Rittergutes sind die Familie von Döring und die Familie Platzmann. 

### Göschen in Hohnstädt
Der Verleger Georg Joachim Göschen besaß zu seiner Lebzeit ab 1795 ein ehemaliges Pferdnergut in Hohnstädt als Sommerresidenz. Ab 1812 war dies sein dauerhafter Wohnsitz, den er bis zu seinem Tod behielt.

## Kultur und Sehenswürdigkeiten

### Bauwerke

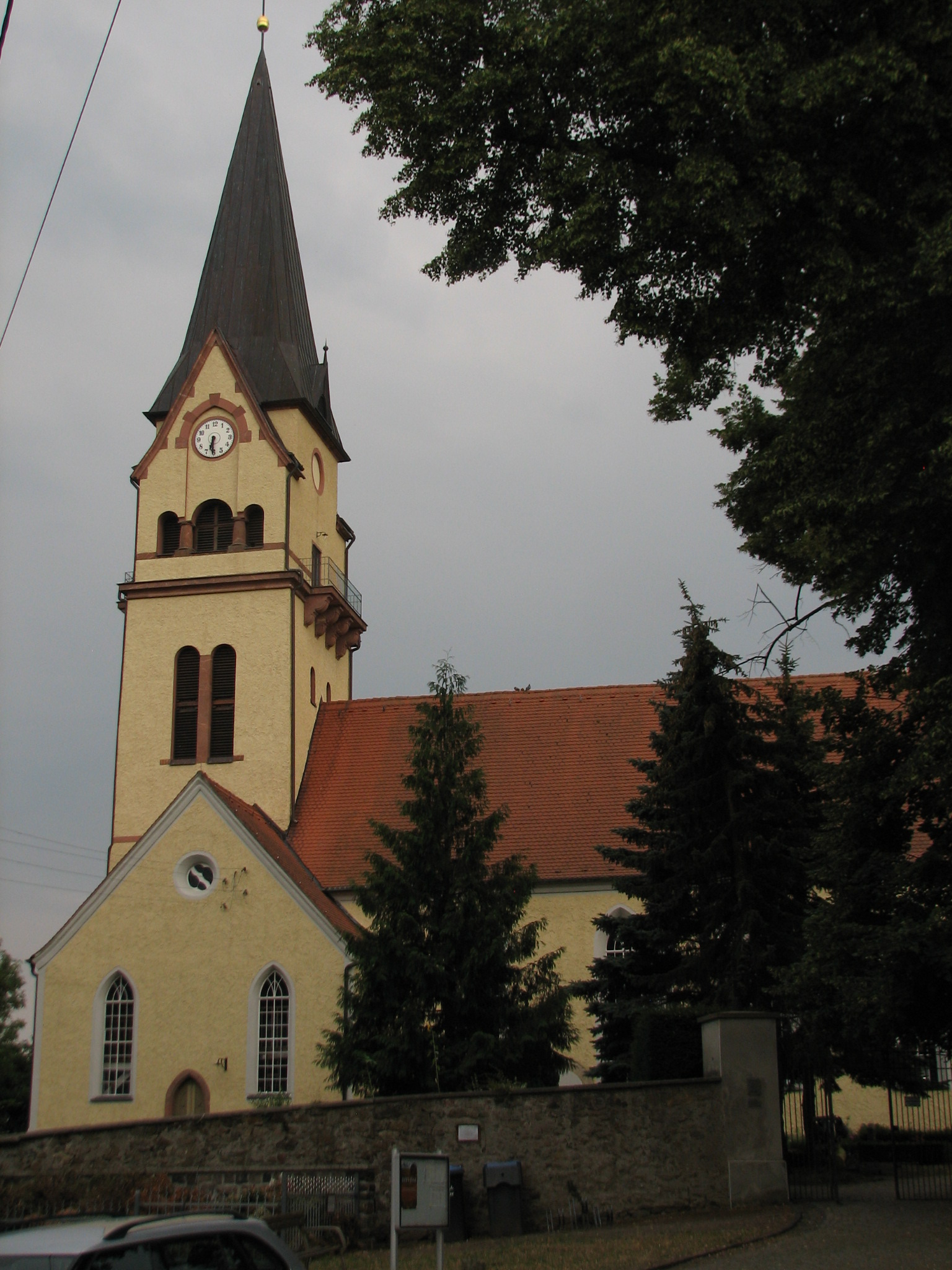
Kirche Hohnstädt

- Seume-Park
- Waltherturm
- Wasserturm

#### Göschenhaus
Das von Göschen gekaufte Pferdnergut wird heute als „Göschenhaus“ bezeichnet. Renate Sturm-Francke erwarb 1934 das Göschenhaus und richtet im Laufe der Jahre eine Heimatstube ein, die 1950 eröffnet wurde. Heute ist im Göschenhaus das „Museum Göschenhaus“ untergebracht, welches man mitsamt dem dazugehörigen Park besichtigen kann. Das Museum ist das einzige Verlegermuseum Deutschlands.

#### Herrenhaus

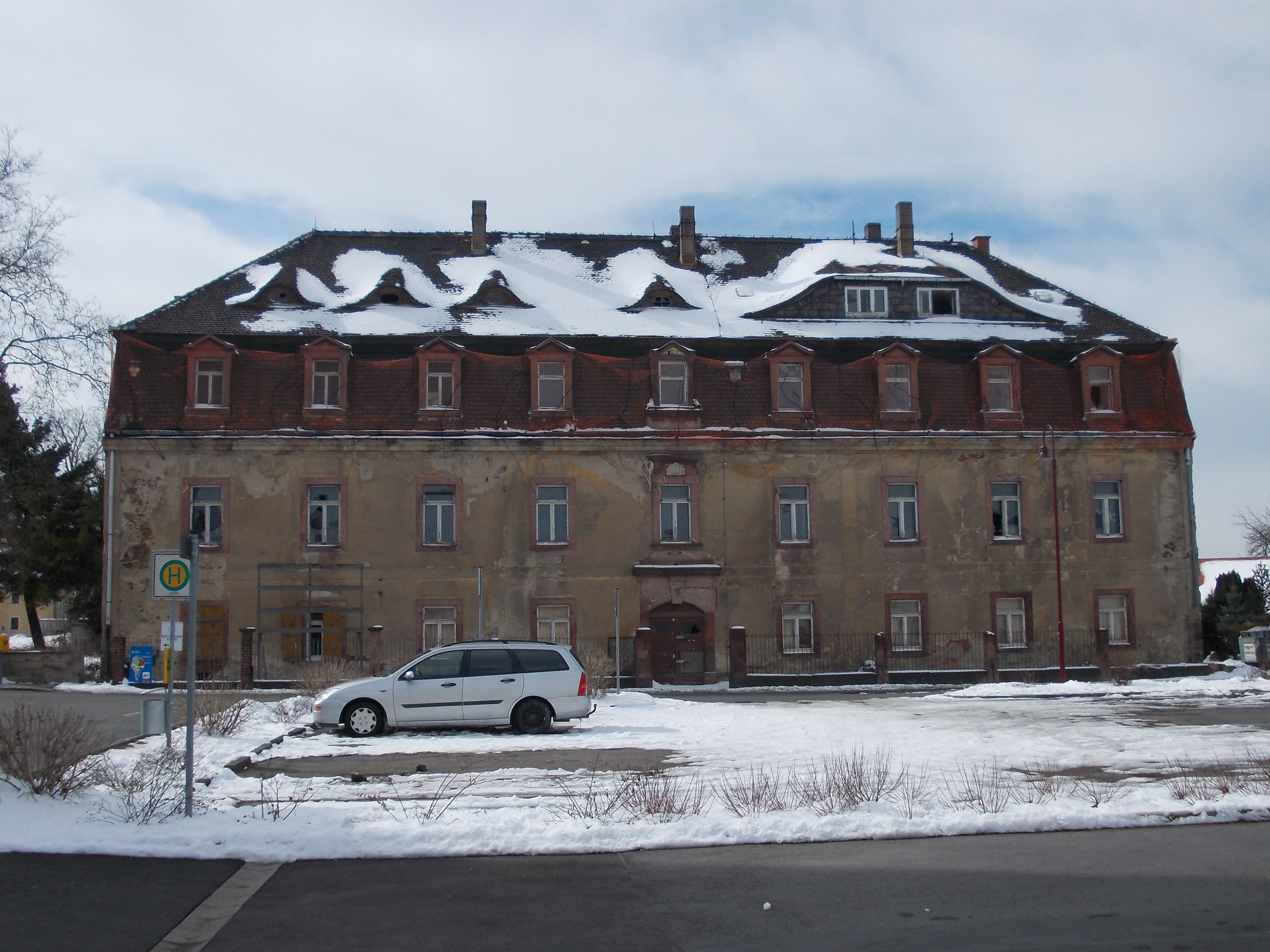
Herrenhaus Hohnstädt

Das Herrenhaus Hohnstädt war Teil des Rittergutes Hohnstädt und wurde wahrscheinlich um 1700 von der Familie von Döring errichtet. Nach 1945 wurde es als Kindergarten und Poststelle genutzt und steht seit den 1990er Jahren leer. Im Herrenhaus existiert ein sogenannter „Mendelssohn-Saal“. Das Herrenhaus wurde 2019 von zwei Grimmaer Unternehmern erworben und sollte saniert und als Kita genutzt werden. Diese Pläne zerschlugen sich jedoch. Aktuell (Stand: 2023) wird das Gebäude durch eine Investmentfirma saniert, welche Eigentumswohnungen im Gebäude anordnet.

#### Rittergut Böhlen-Hohnstädt

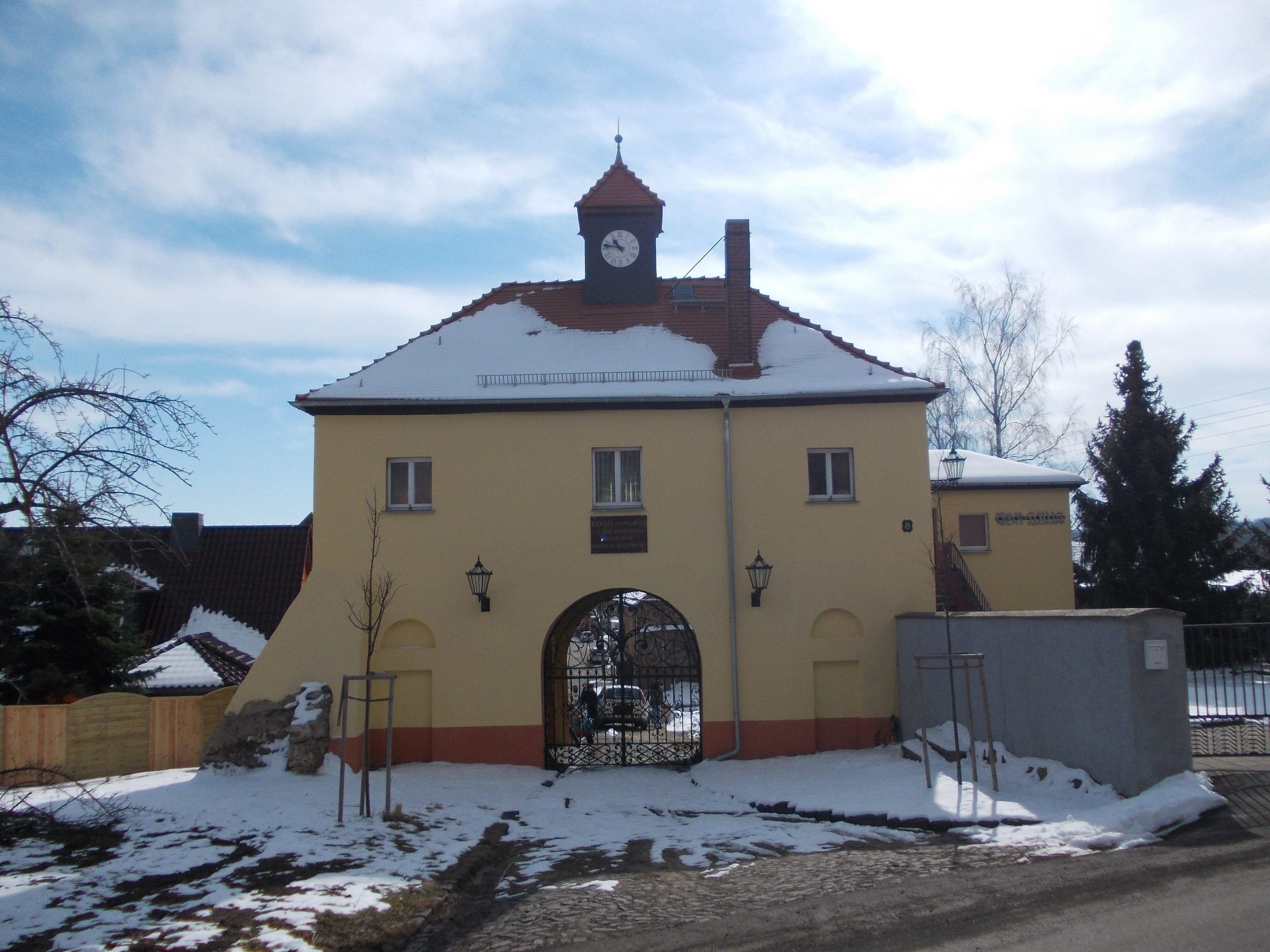
Das Torhaus des Rittergutes Böhlen-Hohnstädt

Das Rittergut in Böhlen wurde das erste Mal als „allodium Belin“ 1393 benannt und 1606 als Rittergut. 1814 wird das Rittergut folgend beschrieben:

„Böhlen, Dorf, aber vielmehr bloßes Rittergut im Leipziger Kreise, im Erbamte Grimma, 1/2 Stunde von der Stadt Grimma nördl. auf dem linken Ufer an der Mulde nennt. Die dabei befindlichen 24, auf Riterguts Grund und Boden erbauten Häuser enthalten 112 Einwohner und 2 Kühe, es sind also bloße Häusler.“

Das Rittergut verfügte über eine geschlossene Hofform mit einem freistehenden Herrenhaus. Dies wurde jedoch in der Zeit von 1945 bis 1949 abgebrochen. Besitzer des Rittergutes war unter anderem auch die Familie von Döring die ebenfalls das Rittergut Hohnstädt innehatten. Einige Wirtschaftsgebäude werden vom Reit- und Fahrverein Grimma e. V. genutzt. Das 1628 errichtete Torhaus wurde 2008 der „Kartoffelkäferbande Grimma“ durch die Stadt Grimma übergeben. und durch diese wieder komplett hergerichtet.

### Vereine
In Hohnstädt existieren unterschiedlichste Vereine so z. B. der 1946 wieder gegründete Hohnstädter SV e. V. als auch den Reit- und Fahrverein Grimma e. V.

## Wirtschaft und Infrastruktur

### Verkehr
In Hohnstädt spaltet sich die Bundesstraße 107 in den Teil, der durch die Stadt Grimma verläuft, und in die Ortsumgehung, die an der S11 in Richtung Großbardau endet. Außerdem verläuft nördlich die Bundesautobahn 14 mit der Anschlussstelle 31 „Grimma“.

### Wirtschaft
Durch die zentrale Lage an Autobahn und Bundesstraße wurden in Hohnstädt mehrere Gewerbegebiete entwickelt. Dabei stellt das Gebiet „Grimma Nord III“ die größte Ansiedlung dar, welche über 1000 Industriearbeitsplätze beherbergen soll. Als erstes Unternehmen in diesem Gebiet begann der Hersteller für Abfallsammelfahrzeuge und Kehrmaschinen Faun Umwelttechnik in seinem neuerrichteten Werk die Produktion 2023. In der Planung befindet sich zudem aktuell die Errichtung zweier Industriegebäude mit insgesamt 115.000 m² Grundfläche durch einen Industrieentwickler.

### Feuerwehr
In Hohnstädt besteht eine Freiwillige Feuerwehr, die Teil der Gemeindefeuerwehr Grimma ist. Die Feuerwehr Hohnstädt wurde am 11. Februar 1939 gegründet. 2010 erfolgte ein Neubau des Feuerwehrhauses und die Beschaffung eines neuen LF 10, um den über 30 Jahre alten Vorgänger, ein Robur LF 8-TS8, abzulösen. Zudem wurde 2022 die Drohnenstaffel des Landkreis Leipzig bei der Feuerwehr Hohnstädt stationiert.

### Bildung
Eine der drei Grundschulen im Ortsgebiet der Stadt Grimma ist die „Grundschule Hohnstädt“. Diese ist in den Gebäuden der ehemaligen POS Bruno Lau untergebracht zudem wurde auf dem Gelände der ehemaligen „Wägetechnik Hohnstädt“ die neue Sporthalle Hohnstädt errichtet. Eine Erweiterung der Grundschule neben der Sporthalle ist geplant.

## Bedeutende Persönlichkeiten

### Söhne und Töchter von Hohnstädt
- Friedrich Martin Schubart (1840–1899), evangelischer Theologe, Pädagoge und Kunstsammler; Absolvent der Landes- und Fürstenschule Grimma, Sohn des Pfarrers Friedrich Moritz Schubart und dessen Frau Clara, geb. Zehme
- Friedrich Winfried Schubart (1847–1918), evangelischer leitender Geistlicher, Glockenkundler und Heimatforscher; Absolvent der Landes- und Fürstenschule Grimma, Sohn des Pfarrers Friedrich Moritz Schubart und dessen Frau Clara, geb. Zehme

### Personen mit Verdiensten um Hohnstädt
- Georg Joachim Göschen (1752–1828), Verleger von Friedrich Schiller, Johann Wolfgang von Goethe, Christoph Martin Wieland und Friedrich Gottlieb Klopstock, lebte lange Zeit in Hohnstädt – in der heute als Göschenhaus bekannten Villa
- Renate Sturm-Francke (1903–1979), Museumsleiterin, Bodendenkmalpflegerin, Heimatforscherin vor allem zu Georg Joachim Göschen